# Franck Jarno
Pour les articles homonymes, voir Jarno.
Franck Jarno (né le 7 juillet 1970 à Fontenay-aux-Roses,) est un coureur cycliste français. Il évolue au niveau professionnel durant les années 1990.

## Biographie
En 1992, Franck Jarno termine quatrième de Paris-Roubaix amateurs. L'année suivante, il est sélectionné en équipe de France pour le championnat du monde amateurs, où il prend la 86e place. Il passe ensuite professionnel en 1994 au sein de l'équipe Catavana-AS Corbeil-Essonnes-Cedico. Bon sprinteur, il s'impose sur une étape du Tour de l'Ain. Il se classe également huitième d'une étape de Paris-Nice. 
Pour la saison 1995, il rejoint la formation italienne Aki-Gipiemme-Pitti Shoes. Lors du Tour DuPont, il se distingue en remportant une étape devant Robbie McEwen. Il termine par ailleurs quatrième du Grand Prix de Denain, neuvième du Grand Prix de Rennes et trente-quatrième de Paris-Roubaix.

## Palmarès

### Palmarès amateur
- 1990
  - 2e épreuve du Circuit des plages vendéennes[5]
- 1992
  - 5e étape du Tour Nivernais Morvan
  - 3e étape du Circuit Berrichon (contre-la-montre)
- 1993
  - Prix de l'Europe

### Palmarès professionnel
- 1994
  - 3e étape du Tour de l'Ain
- 1995
  - 6e étape du Tour DuPont